# Parco nazionale di Puurijärvi-Isosuo
Il parco nazionale di Puurijärvi-Isosuo (in finlandese: Puurijärven ja Isosuon kansallispuisto) è un parco nazionale della Finlandia, nella provincia della Finlandia occidentale. È stato istituito nel 1993 e occupa una superficie di 27 km².